# قائمة ألعاب جيربوكس سوفتوير
ألعاب تم تطويرها أو نشرها بواسطة شركة جيربوكس سوفتوير 
- Half-Life: Opposing Force – الكمبيوتر الشخصي (أكتوبر 1999, نشرت بواسطة سييرا إنترتينمنت / فيفاندي).
- هاف-لايف – دريم كاست (الكمبيوتر الشخصي) – تتضمن هاف-لايف: بلو شيفت.
- كاونتر سترايك – الكمبيوتر الشخصي (نوفمبر 2000, نشرت بواسطة Sierra Entertainment/ Vivendi Games) – Retail version, تطوير مشترك مع Valve Software – تتضمن Half-Life: Opposing Force CTF.
- Half-Life: Blue Shift – الكمبيوتر الشخصي (يوليو 2001, نشرت بواسطة Sierra Entertainment/ Vivendi Games) – تتضمن هاف-لايف: بلو شيفت و Half-Life: Opposing Force.
- هاف-لايف – بلاي ستيشن 2 (نوفمبر 2001, نشرت بواسطة Sierra Entertainment/ Vivendi Games) – تتضمن هاف-لايف: ديكاي.
- هاف-لايف: ديكاي – الكمبيوتر الشخصي ( بلاي ستيشن 2). Unofficial الكمبيوتر الشخصي port exists.
- Tony Hawk's Pro Skater 3 – الكمبيوتر الشخصي (أكتوبر 2002, نشرت بواسطة أكتيفجن) – تطوير مشترك مع نيفرسوفت.
- جيمس بوند 007: ليلة النار – الكمبيوتر الشخصي (نوفمبر 2002, نشرت بواسطة Electronic Arts).
- هيلو: كومبات إفولفد – الكمبيوتر الشخصي, ماك (سبتمبر 2003, نشرت بواسطة مايكروسوفت ستوديوز) – تطوير مشترك مع بنجي.
- كاونتر سترايك : كونديشن زيرو – الكمبيوتر الشخصي (مارس 2004, نشرت بواسطة Sierra Entertainment/ Vivendi Games) – تطوير مشترك مع Valve Software, ريتشول الترفيهية وتورتل روك ستوديوز.
- هيلو: كومبات إفولفد – الكمبيوتر الشخصي (مايو 2004, نشرت بواسطة مايكروسوفت ستوديوز).
- Brothers in Arms: Road to Hill 30 – الكمبيوتر الشخصي, إكس بوكس، بلاي ستيشن 2 (مارس 2005, نشرت بواسطة Ubisoft).
- Brothers in Arms: Earned in Blood – الكمبيوتر الشخصي, إكس بوكس, بلاي ستيشن 2 (أكتوبر 2005, نشرت بواسطة Ubisoft).
- Brothers in Arms: Earned in Blood – الهاتف النقال (أكتوبر 2005, نشرت بواسطة Ubisoft) – تطوير مشترك مع جيم لوفت.
- Brothers in Arms: D-Day – بلاي ستيشن بورتبل (ديسمبر 2006, نشرت بواسطة Ubisoft) – تطوير مشترك مع Ubisoft.
- Brothers in Arms DS – نينتندو دي إس (يونيو 2007, نشرت بواسطة Ubisoft) – تطوير مشترك مع Gameloft.
- Brothers in Arms (N-Gage 2.0) – Nokia الهاتف النقال (نوفمبر 2007, نشرت بواسطة Ubisoft) – تطوير مشترك مع Gameloft.
- Brothers in Arms: Art of War – الهاتف النقال (مارس 2008, نشرت بواسطة Ubisoft) – تطوير مشترك مع Gameloft.
- Samba de Amigo — وي (سبتمبر 23, 2008, نشرت بواسطة Sega) – تطوير مشترك مع Escalation Studios.
- Brothers in Arms: Double Time – وي (سبتمبر 2008, نشرت بواسطة Ubisoft) – تطوير مشترك مع Demiurge Studios.
- Brothers in Arms: Hell's Highway – الكمبيوتر الشخصي, إكس بوكس 360, بلاي ستيشن 3 (سبتمبر 2008, نشرت بواسطة Ubisoft).
- Brothers in Arms: Hour of Heroes – آي فون أو إس (ديسمبر 2008, نشرت بواسطة Ubisoft) – تطوير مشترك مع Gameloft.
- Borderlوs – الكمبيوتر الشخصي, إكس بوكس 360, بلاي ستيشن 3 (أكتوبر 2009, نشرت بواسطة تو كي جيمز).
- Brothers in Arms: Global Front – آي فون أو إس (فبراير 2010, نشرت بواسطة Ubisoft) – تطوير مشترك مع Gameloft.
- دوك نوكيم فورإيفر – إكس بوكس 360, بلاي ستيشن 3 & الكمبيوتر الشخصي (يونيو 2011, نشرت بواسطة تو كي جيمز)
- Half-Life Platinum Collection – الكمبيوتر الشخصي (نوفمبر 2000, نشرت بواسطة Sierra Entertainment/ Vivendi Games) – تتضمن هاف-لايف: أوبوزينغ فورس, و كاونتر سترايك.
- Half-Life Platinum Pack – الكمبيوتر الشخصي (أغسطس 2002, نشرت بواسطة Sierra Entertainment/ Vivendi Games) – تتضمن Half-Life: Opposing Force, Half-Life: Blue Shift, و كاونتر سترايك.
- The Movie Collection – الكمبيوتر الشخصي (أكتوبر 2003, نشرت بواسطة إلكترونيك آرتس) – تتضمن جيمس بوند 007: ليلة النار.
- Counter-Strike – إكس بوكس (نوفمبر 2003, نشرت بواسطة مايكروسوفت ستوديوز) – تتضمن content developed by Gearbox for كاونتر سترايك وكاونتر سترايك : كونديشن زيرو.
- EA Games Collection – الكمبيوتر الشخصي (سبتمبر 2004, نشرت بواسطة Electronic Arts) – تتضمن جيمس بوند 007: ليلة النار.
- Half-Life 1 Anthology – الكمبيوتر الشخصي (سبتمبر 2005, نشرت بواسطة Valve Software / Electronic Arts) – تتضمن Half-Life: Opposing Force, وHalf-Life: Blue Shift.
- Counter-Strike 1 Anthology – الكمبيوتر الشخصي (سبتمبر 2005, نشرت بواسطة Valve Software / Electronic Arts) – تتضمن كاونتر سترايك وكاونتر سترايك : كونديشن زيرو.
- Valve Complete Pack (online via Steam) – تتضمن Half-Life: Opposing Force, Half-Life: Blue Shift, كاونتر سترايك وكاونتر سترايك : كونديشن زيرو.
- Counter-Strike Complete (online via Steam) – تتضمن كاونتر سترايك وكاونتر سترايك : كونديشن زيرو.
- Half-Life Complete (online via Steam) – تتضمن Half-Life: Opposing Force و Half-Life: Blue Shift.